# Chavannes-sur-Moudon
Chavannes-sur-Moudon ist eine politische Gemeinde im Distrikt Broye-Vully des Kantons Waadt in der Schweiz.

## Geographie

Luftbild (1958)

Chavannes-sur-Moudon liegt auf 680 m ü. M., 20,5 km südwestlich des Bezirkshauptortes Payerne (Luftlinie). Das kleine Haufendorf erstreckt sich auf einem Sattel östlich des mittleren Broyetals, im östlichen Waadtländer Mittelland.
Die Fläche des 5,2 km² grossen Gemeindegebiets umfasst einen Abschnitt des Molassehügellandes zwischen dem Broyetal und dem Oberlauf der Glâne. Die nordwestliche Grenze der Gemeinde bildet der dicht bewaldete Steilhang des Broyetals; im Südwesten reicht das Gebiet bis fast zur Broye hinunter. Vom Hügel Le Dévin (724 m ü. M.) am Rand des Broyetals erstreckt sich der Gemeindeboden ostwärts bis zur Waldhöhe En Ardra (bis 760 m ü. M.) und in einem schmalen Streifen bis zur Höhe Brûle Fer, auf der mit 848 m ü. M. der höchste Punkt von Chavannes-sur-Moudon erreicht wird. Die nordöstliche Grenze verläuft im tief in den Hang eingeschnittenen Erosionstal der Voraire, eines kurzen rechten Seitenbachs der Broye. Von der Gemeindefläche entfielen 1997 5 % auf Siedlungen, 20 % auf Wald und Gehölze und 75 % auf Landwirtschaft.
Zu Chavannes-sur-Moudon gehören mehrere Einzelhöfe. Nachbargemeinden von Chavannes-sur-Moudon sind Vulliens, Moudon und Lucens im Kanton Waadt sowie Ursy im Kanton Freiburg.

## Bevölkerung
Mit 238 Einwohnern (Stand 31. Dezember 2023) gehört Chavannes-sur-Moudon zu den kleinen Gemeinden des Kantons Waadt. Von den Bewohnern sind 96,5 % französischsprachig, 3,1 % deutschsprachig und 0,5 % sprechen Albanisch (Stand 2000). Die Bevölkerungszahl von Chavannes-sur-Moudon belief sich 1850 auf 342 Einwohner, 1900 auf 335 Einwohner. Danach wurde bis 1980 eine Abnahme um nahezu 50 % auf 180 Einwohner verzeichnet; seither hat die Bevölkerung wieder leicht zugenommen.

## Wirtschaft
Chavannes-sur-Moudon lebt noch heute vorwiegend von der Landwirtschaft, insbesondere vom Ackerbau, dem Obstbau und von der Viehzucht. Ausserhalb des primären Sektors sind nur sehr wenige Arbeitsplätze vorhanden. In den letzten Jahrzehnten hat sich das Dorf auch zu einer Wohngemeinde entwickelt. Einige Erwerbstätige sind Wegpendler, die hauptsächlich in Moudon arbeiten.

## Verkehr
Die Gemeinde liegt abseits der grösseren Durchgangsstrassen. Die Hauptzufahrt erfolgt von Moudon, weitere kleine Strassen gibt es nach Vuarmarens und nach Chesalles-sur-Moudon. Durch den Postautokurs, der von Moudon nach Lucens verkehrt, ist Chavannes-sur-Moudon an das Netz des öffentlichen Verkehrs angeschlossen.

## Geschichte
Das früheste Zeugnis der Landnahme durch den Menschen auf dem Gemeindegebiet ist ein Hügelgrab aus der Hallstattzeit. Die erste urkundliche Erwähnung des Ortes erfolgte jedoch erst 1453 unter dem Namen Chavanes. Der Ortsname leitet sich vom vulgärlateinischen capanna (Hütte, kleiner Hof) ab.
Im 15. Jahrhundert gehörte Chavannes-sur-Moudon zur Kastlanei Rue. Das Dorf befand sich nacheinander im Besitz der Herren von Moudon, von Illens, Villardin und Prez. 1663 kam es an die Familie de Loys, welche die verschiedenen Lehens- und Herrschaftsrechte an sich brachte. Mit der Eroberung der Waadt durch Bern im Jahr 1536 gelangte Chavannes-sur-Moudon unter die Verwaltung der Landvogtei Moudon. Nach dem Zusammenbruch des Ancien Régime gehörte das Dorf von 1798 bis 1803 während der Helvetik zum Kanton Léman, der anschliessend mit der Inkraftsetzung der Mediationsverfassung im Kanton Waadt aufging. 1798 wurde es dem Bezirk Moudon zugeteilt.

## Sehenswürdigkeiten
Schon im Mittelalter ist eine Kapelle in Chavannes-sur-Moudon erwähnt. Der heutige Bau wurde letztmals 1942 umfassend restauriert. Im Ortskern sind einige charakteristische Bauernhäuser aus dem 18. und 19. Jahrhundert erhalten.